# أروكانية باتاغونيا
أروكانية باتاغونيا (بالاسبانية:Araucanización de la Patagonia): كانت عملية لتوسّع ثقافة، تأثير المابوش ولغتهم المابودونغن من أروكانيا عبر الأنديز إلى سهول باتاغونيا. يختلف المؤرّخون حول مدتها حينما بدأ التوسّع، لكنه حصل تقريبا بين 1550 و 1850.